# BRD Bucarest Open 2016
Il BRD Bucarest Open 2016 è stato un torneo femminile di tennis che si è giocato sulla terra rossa. È stata la terza edizione del torneo, che fa parte della categoria International nell'ambito del WTA Tour 2016. Si è giocato a Bucarest, in Romania, dall'11 al 17 luglio 2016.

## Partecipanti

### Teste di serie
| Giocatrice | Nazionalità               | Ranking* | Testa di serie |
| ---------- | ------------------------- | -------- | -------------- |
| Romania    | Simona Halep              | 5        | 1              |
| Italia     | Sara Errani               | 21       | 2              |
| Slovacchia | Anna Karolína Schmiedlová | 40       | 3              |
| Germania   | Laura Siegemund           | 42       | 4              |
| Romania    | Monica Niculescu          | 47       | 5              |
| Montenegro | Danka Kovinić             | 52       | 6              |
| Lettonia   | Anastasija Sevastova      | 66       | 7              |
| Turchia    | Çağla Büyükakçay          | 77       | 8              |

* Ranking al 27 giugno 2016.

### Altre partecipanti
Le seguenti giocatrici hanno ricevuto una Wild card:
- Ioana Mincă
- Elena Gabriela Ruse
- Francesca Schiavone

La seguente giocatrice è entrata nel tabellone principale con il Ranking protetto:
- Vania King

Le seguenti giocatrici sono passate dalle qualificazioni:

- Misa Eguchi
- Elica Kostova
- Nadia Podoroska
- Isabella Šinikova

La seguente giocatrice è entrata nel tabellone principale come lucky loser:
- Xu Shilin

## Campionesse

### Singolare
Simona Halep ha sconfitto in finale  Anastasija Sevastova con il punteggio di 6–0, 6–0.
- È il tredicesimo titolo in carriera per la Halep, secondo della stagione e secondo qui a Bucarest.

### Doppio
Jessica Moore /  Varatchaya Wongteanchai hanno sconfitto in finale  Alexandra Cadanțu /  Katarzyna Piter con il punteggio di 6–3, 7–6(5).